# Eupithecia emanata
Eupithecia emanata (en japonés, クロテンカバナミシャク) es una especie de polilla de la familia Geometridae. La especie fue descrita por primera vez por Karl Dietze habiendo sido descrita en 1908, con distribución en Asia.

## Taxonomía
Uno de los sintipos examinados fue descrito en el sector Radde, en los alrededores del Río Amur, y el sector Kasakewitsch, en los alrededores del Río Ussuri, entre Rusia y China. El holotipo fue descrito en 1930 en el monte Takao e identificado como Eupithecia subicterata. Tiene similitud con otras especies de Asia, incluyendo E. abbreviata, todas parte del grupo de especies lariciata.

## Distribución
La especie ha sido descrita en el Extremo Oriente ruso, en las Islas Kuriles, Siberia, China y en las islas de Hokkaidō, Honshu, Shikoku y Kyūshū, en Japón.

## Descripción
Es una polila pequeña con una envergadura de unos 15 a 21 milímetros (0,6 a 0,8 plg). El color de fondo es ligeramente marrón rojizo, más clara que el resto del grupo de especies lariciata. Las alas anteriores tienen tres líneas horizontales interiores y dos líneas horizontales exteriores, y casi no hay marcas en la mitad delantera de las alas traseras. La vena mediana del ala anterior es de color marrón amarillento claro, con rayas longitudinales negras, con la tercera radial y la primera línea mediana de color marrón amarillento claro.: Notas 1  Sólo las líneas principales son fuertes, las antemedianas son más negras en la parte anterior, con ángulos pronunciados, seguidas de rayas oscuras en las venas, la mediana profundamente curvada detrás de la mancha celular negra alargada, mientras que la línea posmediana tiene una curvatura más amplia hacia afuera que en el lo visto en el grupo lariciata. Las alas posteriores y la parte inferior de las alas con más pálidas, con una mancha celular y una línea posmediana presente.
Las antenas son ciliadas, con el ciliado antenal más largo de lo tradicional en el grupo lariciata. Se alimenta de Pinaceae, la familia del alerce japonés.